# میتسونوری یابوتا
میتسونوری یابوتا (ژاپنی: 藪田 光教؛ زادهٔ ۲ مهٔ ۱۹۷۶) بازیکن فوتبال اهل ژاپن است.
از باشگاه‌هایی که در آن بازی کرده‌است می‌توان به باشگاه فوتبال یوکوهاما، باشگاه فوتبال ویسل کوبه، باشگاه فوتبال توکیو وردی، و باشگاه فوتبال آویسپا فوکوئوکا اشاره کرد.
وی همچنین در تیم ملی فوتبال زیر ۲۰ سال ژاپن بازی کرده‌است.